# Sergeysmirnovita
La sergeysmirnovita és un mineral de la classe dels fosfats que pertany al grup de la hopeïta.

## Característiques
La sergeysmirnovita és un fosfat de fórmula química MgZn₂(PO₄)₂·4H₂O. Va ser aprovada com a espècie vàlida per l'Associació Mineralògica Internacional l'any 2021, sent publicada l'any 2022. Cristal·litza en el sistema ortoròmbic.
L'exemplar que va servir per a determinar l'espècie, el que es coneix com a material tipus, es troba conservat a les col·leccions del museu mineralògic de la Universitat Estatal de Sant Petersburg (Rússia), amb el número de catàleg: 19659/1.

## Formació i jaciments
Va ser descoberta al dipòsit de Kester, situat a la regió de Yana-Adycha, dins el districte de Verkhoyansk (Sakhà, Rússia), l'únic indret de tot el planeta on ha estat descrita aquesta espècie mineral.